# Father Makes Himself Useful
Father Makes Himself Useful è un cortometraggio muto del 1911 prodotto dalla Lubin Manufacturing Company. Il nome del regista non viene riportato nei credit del film.

## Trama
Fritz Grenshaw è un marito innamorato della moglie Irene, ma non ritiene necessario ricoprirla di quelle attenzioni che le giovani sposine amano tanto. Irene, delusa, decide di essere una moglie trascurata e se ne lamenta, per lettera, con il suocero. Il signor Grenshaw ci pensa un poco e poi decide di mettere in atto un suo piano per riavvicinare i due giovani. Arrivato a casa del figlio, confida a Irene ciò che vuole fare, ottenendo l'appoggio completo della nuora.
Quando Fritz torna a casa, si accorge quasi subito che il padre e la moglie sono in perfetta sintonia. Non solo, il signor Grenshaw sembra anche troppo gentile e premuroso con Irene, mettendo alla fine in allarme il povero Fritz che comincia a protestare. Prima si arrabbia, poi sospetta, alla fine diventa decisamente geloso. Le cose stanno per mettersi male quando finalmente papà Grenshaw spiega al suo ragazzo che si è trattato solo di una maniera per fargli capire come va trattata la mogliettina. L'equivoco viene chiarito e i due sposi possono riprendere una felice vita coniugale.

## Produzione
Il film fu prodotto dalla Lubin Manufacturing Company.

## Distribuzione
Distribuito dalla General Film Company, il film - un cortometraggio di 290 metri - uscì nelle sale statunitensi il 23 gennaio 1911.